# Мак сомнительный
Мак сомни́тельный (лат. Papaver dubium) — однолетнее травянистое растение, вид травянистых растений из рода Мак (Papaver) семейства Маковые (Papaveraceae).

## Ботаническое описание

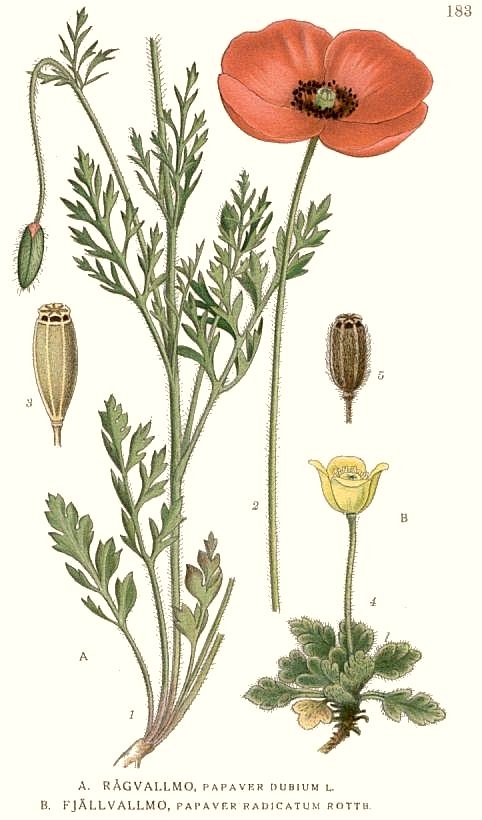
1 — Papaver dubium

Стебель обычно прямой, маловетвистый, с прижатыми ветвями, довольно густо и мягко мохнато-щетинистый.
Нижние листья просто перисто-рассечённые или (в слабых особях) перисто-надрезанные с более-менее крупными, широкими, продолговатыми, яйцевидными сегментами, иногда цельными, иногда зубчатыми, туповатыми или острыми. Верхние листья просто или дважды-перисто-рассечённые на линейные или продолговато-линейные или ланцетные, цельные или зубчатые, острые сегменты и доли; зубцы заканчиваются длинной щетинкой.
Цветоносы прямые, крепкие, длинные, довольно густо, часто беловато-прижато-щетинистые. Бутоны длинно-отстояще-мохнатые, небольшие, без рожков. Венчики винно-красные или розовые, обычно бледные, редко белые, небольшие, рано опадающие. Лепестки 1–2 (редко до 3) см длиной, с небольшим чёрным пятном при основании, редко без него, обычно обратнояйцевидные, не налегающие краями друг на друга. Тычинки малочисленные, нити их очень тонкие. Цветет в апреле — июне.
Плод — голая, продолговато-булавовидная или булавовидно-цилиндрическая коробочка, молодая обратнояйцевидная, без признаков ножки, сидячая, 12–20 мм длиной, почти без жилок на поверхности, с жёсткими стенками, сизая; диск зрелой коробочки плоский, плёнчатый, зубцы его сильно налегают друг на друга; лучей 4–11.
Описан из Швеции и Англии.
|                                               |  |  |  |
| Слева направо: цветок, диаграмма цветка, плод |  |  |  |

## Распространение

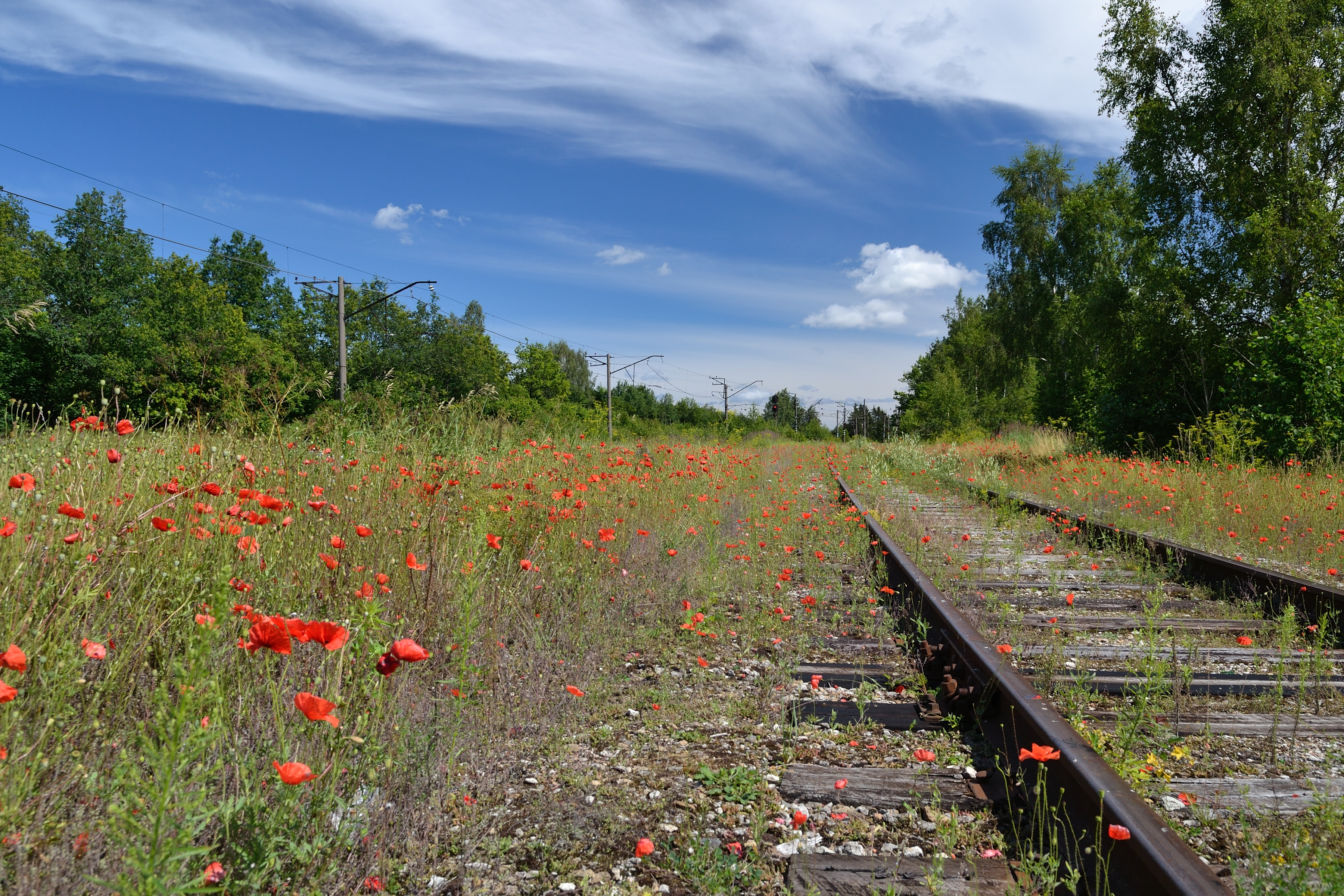
Мак сомнительный в Эстонии.

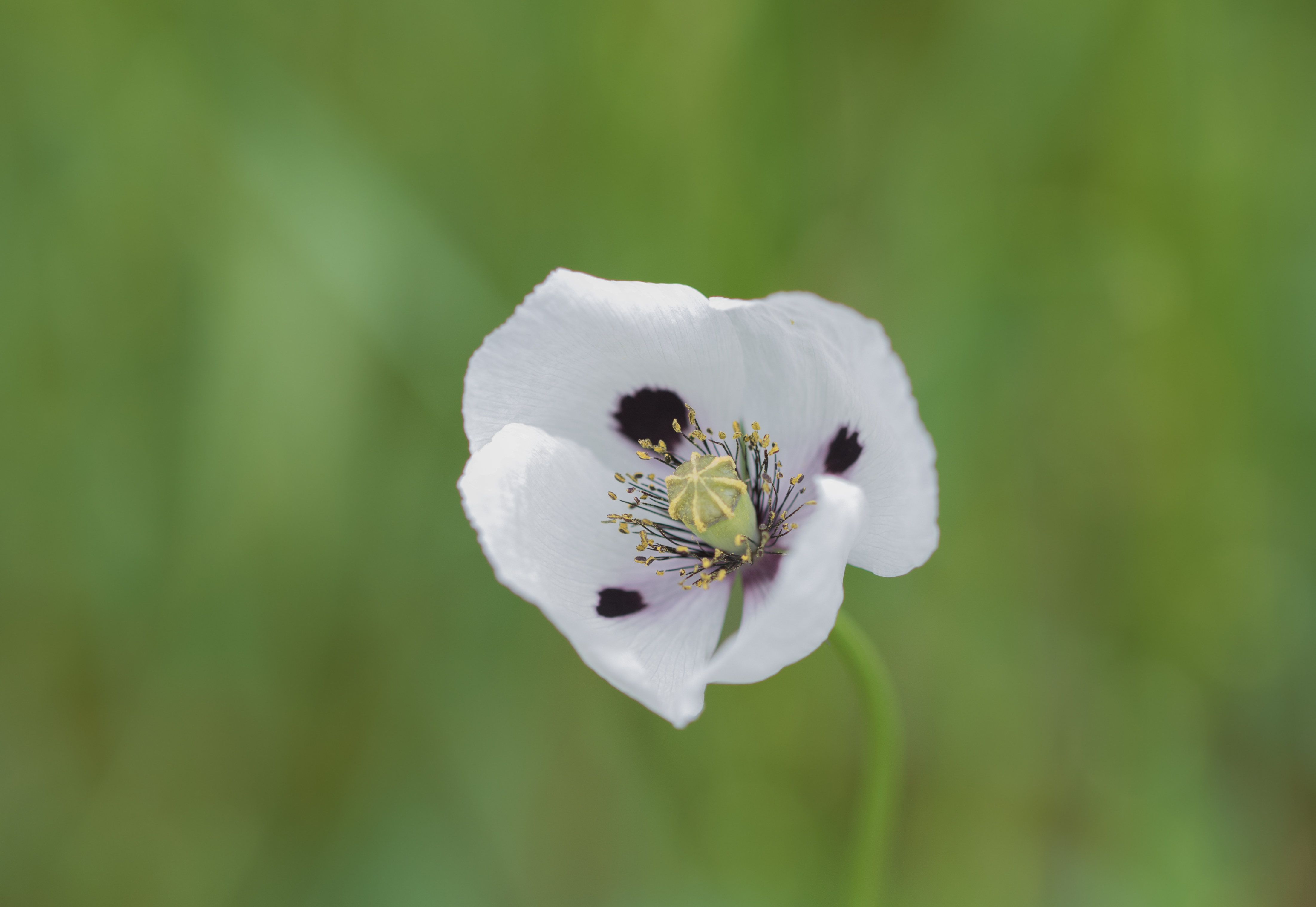
Белый мак сомнительный в Болгарии

Северная Европа: Дания, Ирландия, Швеция (юг), Великобритания; Центральная Европа: Австрия, Бельгия, Чехословакия, Германия, Венгрия, Нидерланды, Польша, Швейцария; Южная Европа: Албания, Болгария, Югославия, Греция, Италия (включая Сардинию и Сицилию), Румыния, Франция (включая Корсику), Португалия, Испания (включая Балеарские острова); территория бывшего СССР: Беларусь, Литва, Латвия, Эстония, Украина, Россия (Крым), Кавказ (Армения, Азербайджан, Грузия, Предкавказье, Дагестан), Туркменистан; Западная Азия: Египет (Синайский полуостров), Иран, Ирак, Турция; Южная Азия: Афганистан, Пакистан; Африка: Алжир (север), Египет, Ливия (север), Марокко, Тунис, остров Мадейра, Канарские острова.
Натурализировался как заносное растение на Азорских островах и в Северной Америке.
Растет по каменистым и глинистым склонам, на полях, у дорог.

## Значение и применение
Немного поедается крупно рогатым скотом и козами. Лошади и свиньи не едят. Содержит ядовитый алкалоид апореин ({\displaystyle {\ce {C18H16O2N}}}) и другие алкалоиды. Общее количество алкалоидов в млечном соке 0,001—0,025 %.

## Классификация
В пределах вида выделяются три подвида:
- Papaver dubium subsp. dubium
- Papaver dubium subsp. erosum (Litv.) Kadereit — Мак голый, или Мак Литвинова. Афганистан, Иран, Туркмения
- Papaver dubium subsp. lecoqii (Lamotte) Syme — Африка, Турция, Великобритания, Центральная и Южная Европа